# El Saucejo
El Saucejo è un comune spagnolo di 4 250 abitanti situato nella comunità autonoma dell'Andalusia.

## Geografia fisica
El Saucejo è situato nella parte meridionale della provincia di Siviglia, sul confine con la provincia di Malaga. Il principale fiume è il Corbones, che interessa la parte occidentale del territorio.